# Anisoplia remota
Anisoplia remota är en skalbaggsart som beskrevs av Edmund Reitter 1889. Anisoplia remota ingår i släktet Anisoplia och familjen Rutelidae. Inga underarter finns listade i Catalogue of Life.